# یوناس یارولاینن
یوناس یارولاینن (استونیایی: Joonas Järveläinen؛ زادهٔ ۱۷ اوت ۱۹۹۰) بازیکن بسکتبال اهل استونی است.
از باشگاه‌هایی که در آن بازی کرده‌است می‌توان به تیم بسکتبال دانشگاه تارتو اشاره کرد.